# Hai bến một dòng sông
Hai bến một dòng sông là một bộ phim điện ảnh truyền hình được thực hiện bởi Trung tâm Phim truyền hình Việt Nam, Đài Truyền hình Việt Nam do NSƯT Nguyễn Danh Dũng làm đạo diễn. Phim được phóng tác từ truyện ngắn "Làng êm ả bên sông" của nhà văn Nguyễn Hiếu. Phim phát sóng lần đầu vào năm 2000 trên kênh VTV1.

## Nội dung
Hà (Hà Hương) được Bất (Lê Tuấn) đưa về làm mồi từ đám trai làng chho  đến quán Karaoke. Song song đó, hắn lại muốn kiếm những cô gái trẻ đẹp ở làng mang ra thành phố. Đĩnh (Tiến Dũng) là nhân vật mà Hà chọn "làm quen". Bố mẹ Đĩnh biết chuyện nên can ngăn Đĩnh, nhưng Đĩnh lại bênh vực Hà, mặc dầu biết Hà dấn thân vào chốn đó thì khó ra. Bạn gái của Đĩnh là Liên (Thúy Vi) đã bỏ học vì bố Liên xin cho nàng đi bán ở cửa hàng của Bất trên thành phố để giúp gia đình...

## Diễn viên
- Hà Hương trong vai Hà[4]
- Lê Tuấn trong vai Bất
- Tiến Dũng trong vai Đĩnh
- Thúy Vi trong vai Liên
- Hải Điệp trong vai ông Phạm

Và một số diễn viên khác...